# Histoire des Juifs à Tarnobrzeg
L'histoire des Juifs à Tarnobrzeg commence au XVIe siècle dès la fondation de la ville. Dès la seconde moitié du XVIIIe siècle, ils occupent une position importante dans la ville tant du point de vue numérique qu'économique. À la fin du XIXe siècle, ils représentent plus de 80 % de la population. Bien que ce pourcentage va diminuer en raison de l'émigration, ils sont près de 3 800 au début de la Seconde Guerre mondiale. Très peu vont survivre à la Shoah, à part un petit nombre qui réussira à rejoindre l'Union soviétique. Il n'y a plus de communauté juive à Tarnobrzeg.
Tarnobrzeg est une ville de la voïvodie des Basses-Carpates dans le sud-est de la Pologne. Située sur la rive droite de la Vistule, à 150 km au nord-est de Cracovie et à 120 km au sud-ouest de Lublin, elle compte actuellement un peu moins de 45 000 habitants.
Tarnobrzeg fait partie de l'empire d'Autriche puis de l'Autriche-Hongrie jusqu'en 1918. À la suite de la Première Guerre mondiale, elle intègre la république de Pologne. Lors de la Seconde Guerre mondiale, elle fait partie du Gouvernement général de Pologne mis en place par l'Allemagne nazie. Elle est libérée par l'Armée rouge le 5 aout 1944. 

## Histoire de la communauté juive

### Début de la communauté duXVIeauXVIIIesiècle
Les premiers Juifs sont apparus à Tarnobrzeg peu après la fondation de la ville en 1593. La jeune ville est commercialement attrayante et a le privilège d'offrir deux foires par an où l'on vend du grain. Elle manque également d'artisans qualifiés. Des artisans juifs viennent alors s'installer en ville, ainsi que quelques marchands qui ouvrent des boutiques.
À l'origine, les Juifs de Tarnobrzeg appartiennent à la communauté juive de Dzików, bourg situé à quelques kilomètres de Tarnobrzeg et qui est maintenant un quartier de Tarnobrzeg. Dans la première moitié du XVIIe siècle, la communauté possède déjà sa maison de prière. En 1654 ou 1655, l'armée suédoise assassine 27 Juifs de la communauté de Dzików lors du Déluge suédois. Chaque année, à l'occasion de l'anniversaire de leur mort, une prière spéciale est récitée à la synagogue de la ville voisine de Sandomierz, dédiée à la mémoire de ces morts tragiques, dont voici un extrait:
« Dieu plein de miséricorde résidant dans les hauts cieux, accorde la paix véritable à l'ombre des ailes du Tout-Puissant, résidant au ciel dans les rangs des saints et des purs, brillant comme l'éclat des cieux sincères, aux âmes des saints et des purs tombés au champ d'honneur, assassinés sur la terre sainte locale de la communauté de Sandomierz, le 15 nisan 5414 (2 avril 1654)… »
En 1718, Katarzyna de Staw Stokowska, la femme du comte Tarnowski, propriétaire de la ville, prête à la communauté juive 1 000 florins pour construire une maison de prière à Tarnobrzeg. Les intérêts d'un montant de 60 florins par an doivent être perçus par le curé de Miechocisko. Les premières informations sur le cimetière juif local datent de 1727. En 1748, les Juifs possèdent 45 maisons dans la ville et la communauté compte 233 personnes. 
En 1757, des Juifs sont accusés d'avoir commis un meurtre rituel. L'un des présumés coupables est torturé à mort, tandis que plusieurs autres sont pendus ou brûlés sur le bûcher. L'enfant supposé assassiné est retrouvé plus tard vivant et la comtesse Tarnowski dédommage la population juive de la ville. En 1765, 569 Juifs vivant dans la zone contrôlée par la communauté juive de Dzików, dont 410 à Tarnobrzeg même, payent l'impôt par tête. En 1772, 42 familles juives ont leur propre logement dans la ville, 57 autres familles louent des maisons. On compte 135 enfants juifs dans la ville, dont 79 garçons. Depuis 1779, les Juifs locaux sont autorisés à rejoindre des guildes d'artisans.
Dans la seconde moitié du XVIIIe siècle, les Juifs occupent une position importante dans la ville, en tant que conseillers et intermédiaires des Tarnowski, propriétaires de la ville. Ils obtiennent souvent des privilèges de bail à rente. En 1778 et 1779, Wolf et Simpel Lewkowicz sont locataires des droits du marché, tandis que Samuel Zelmanowicz obtient en 1773 les droits sur les juifs faisant du commerce de céréales et le droit d'accise sur la viande casher. La communauté juive de Tarnobrzeg gagne en force et en importance d'année en année. À la fin du XVIIIe siècle, elle occupe une place prépondérante dans le commerce des céréales, du bois et des transports. Dans les années 1781-1784, ils sont les seuls bailleurs généraux de tous les revenus de la cour, ils font le commerce d'outils agricoles, possèdent une brasserie, une distillerie, une boucherie, 13 boutiques et une douzaine de bars.

### La communauté auXIXesiècleà laPremière Guerre mondiale
Dans la première moitié du XIXe siècle, le hassid Meir, frère de Menachem Mendel de Linsk et oncle de Naftali de Ropshitz, devient le tsadik local. Il est l'auteur du traité Divrei Noam. La ville devient un centre dynamique du hassidisme. L'une des filles de Meir épouse Yaakov Isaak, un tsadik de Żabne, une autre épouse Salomon Halberstam de Piekło, tsadik de Nowy Sącz (Sanz). Eliezer Horowitz (? - 1860), fils de Naftali de Ropshitz et auteur de Imrei Noam, succède à Meir et est à l'origine de la dynastie hassidique de Tarnobrzeg. Il est suivi par son fils, Meir de Dzików (1819-1877), auteur de Imrei Noam, auquel succède plus tard son fils Josué de Dzików (? - 1912). À la mort de Josué, son fils Alter (1879-1943) devient le dernier tsadik de Dzików. Alter est mort à Cracovie, assassiné par les nazis en mars 1943. Son fils Mendel Horowitz, plus connu sous le nom de Mendele, fut le dernier rabbin de Dzików et de Tarnobrzeg. Il fut emprisonné dans le camp de concentration de Płaszów, puis transféré à Mauthausen, où il meurt en 1944. Sa femme est décédée à Dantzig, ses deux fils : Meir et Yehele ont également été tués. Son troisième fils, Yehudele, a survécu et s'est installé à Jérusalem après la guerre.
Le 6 juin 1862, un énorme feu détruit la presque totalité de la ville. Le feu a pris dans un entrepôt détenu par un Juif où était stocké du kérosène. Seules quelques maisons sont restées intactes. La reconstruction de la ville démarre immédiatement. D'autres feux importants se déclarent en 1884 et en 1888. En 1887, l'ouverture de la ligne ferroviaire entre Dębica et Rozwadow marque le début d'un boom économique, malgré le handicap résultant de la situation de la gare à 3 km du centre de Tarnobrzeg.
Dans un premier temps, les Juifs s'installent à la périphérie de la ville, mais au fil du temps, ils migrent vers la place du marché, où ils commencent à faire du commerce.
« Le commerce de la ville était presque exclusivement juif. En fait, il était très pauvre, car vers 1860, il n'y avait même pas dix petites boutiques à Tarnobrzeg, situées dans des maisons en bois. Dans ces quelques boutiques, on trouvait - outre ce que l'on pouvait acheter aux colporteurs du village - du tissu coloré, des mouchoirs, des rubans, du linge de maison, des casquettes, des pipes, dont les paysans étaient très friands à l'époque, des peignes, des bougies gitanes, des bougies de suif. Tout cela, à part le linge blanc acheté aux paysans, était importé par charrettes de Tarnów, d'où il provenait probablement des régions industrielles d'Autriche. Quelques autres Juifs possédaient du grain, qu'ils vendaient surtout les jours de marché, en le mettant dans des sacs. Enfin, quelques années avant 1860, il y eut la première boutique de ferronnerie, où l'on trouvait du fer en pièces détachées pour les forgerons, ainsi que de l'outillage, ou des chaudrons écrus à l'intérieur. Le stock de marchandises dans toutes ces boutiques était très modeste, sa valeur n'atteignant probablement pas 100 zlotys »
En 1870, la communauté juive compte 2 658 personnes. Elle possède une synagogue et deux cimetières. En 1880, on compte 2 768 Juifs vivant dans la ville, soit 80 % de la population totale. La Towarzystwo Kredytowe (Société de crédit), dirigée par Leib Eckstein, est établie à Tarnobrzeg en 1890, suivie par la Kupieckie Towarzystwo Eskontowe (Société d'escompte des commerçants) dirigée par Noe Goldmain en 1892. En 1900, la communauté juive compte 3 090 Juifs, dont 2 535 vivent dans la ville même. La communauté juive organise diverses activités caritatives, et possède une maison d'accueil pour les pauvres. En 1912, les Juifs représentent 76,3 % de la population totale de la ville, avec une baisse constante au cours des années suivantes : en 1921, la ville comptait 2 146 Juifs, soit 67,7 % de la population totale. Cette diminution du nombre d'habitants juifs de la ville est liée à la vague d'émigration vers les pays d'Europe occidentale, les États-Unis et la Palestine. Au début du XXe siècle, une école hébraïque est ouverte en ville, créée par la fondation Maurice de Hirsch.
Les auberges sont assez nombreuses et vendent de la vodka: la plus populaire est tenue par Josek à l'hôtel de ville. Les premiers immeubles en brique construits à Tarnobrzeg appartiennent pour la plupart à des Juifs fortunés. En 1914, l'hôtel de ville devient également un bâtiment en brique, à l'initiative du comte Tarnowski. C'est là que sont installés les magasins juifs et l'auberge populaire. Outre le commerce, les Juifs pratiquent le négoce et s'enrichissent en transportant des textiles et de l'alcool le long de la Vistule depuis le Royaume de Pologne. 

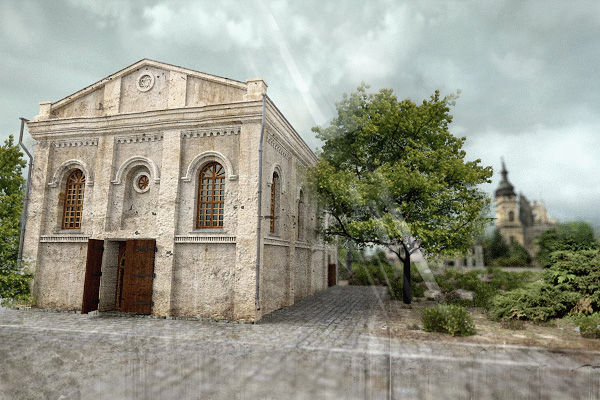
La synagogue

Sur le site de la synagogue en bois, détruite par le feu, une nouvelle synagogue en brique est construite entre 1862 et 1870. Elle sera rénovée en 1936. La synagogue est construite sur un plan rectangulaire. À l'origine, il y a une salle de prière principale orientée vers l'Est, et du côté Ouest un vestibule avec une galerie pour les femmes. Les murs et la voûte de la salle de prière principale sont recouverts de peintures polychromes. La communauté possède deux cimetières, l'ancien cimetière consacré au XVIIIe siècle, et le nouveau cimetière situé rue Maria Dąbrowska, installé au début du XXe siècle.
Au début du XXe siècle, plusieurs professeurs du collège de la ville, nommé d'après Tarnowski sont juifs: Mojżesz Laufer et Mojżesz Altenbaum enseignent l'allemand, tandis que Josef Nussbaum et Samule Zamojre enseignent les mathématiques. Dans les années 1899-1910, l'école industrielle de Tarnobrzeg accueille des élèves juifs. Pour l'année scolaire 1900-1901, il y a 29 élèves polonais et 3 juifs, tandis que lors de l'année scolaire 1908-1909, sur 41 élèves, 10 sont juifs.

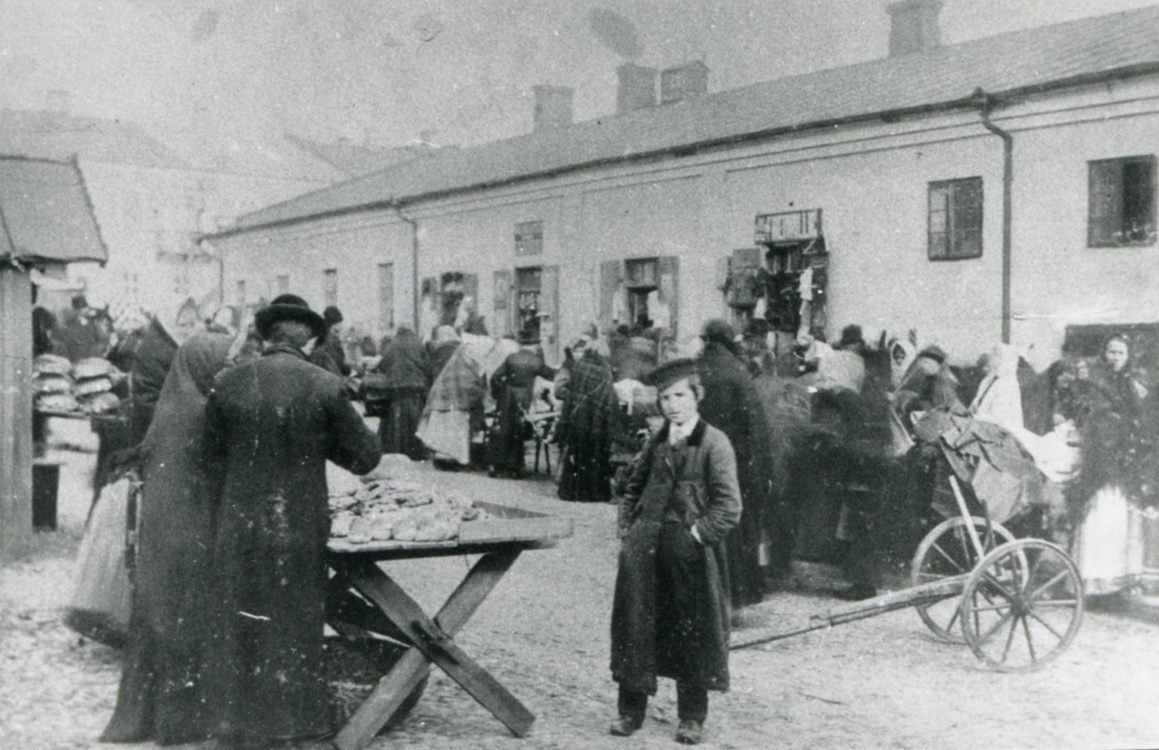
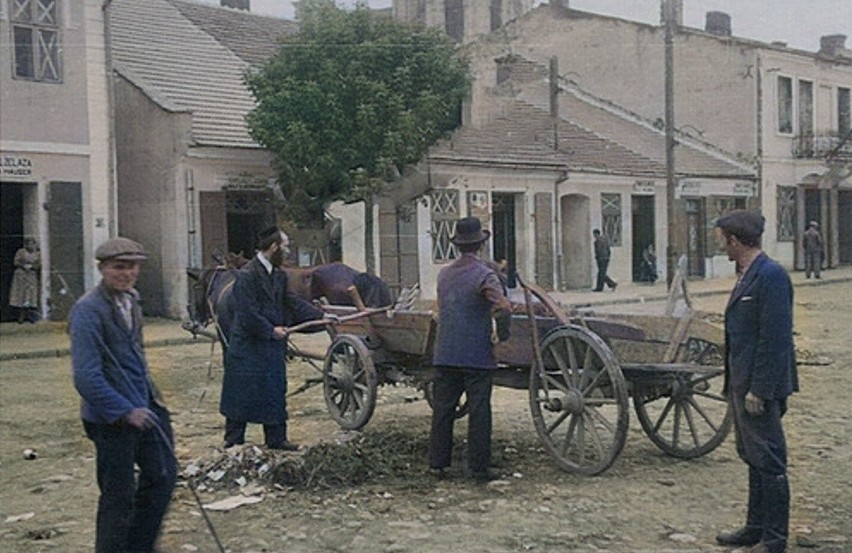

### L'entre-deux-guerres
Pendant l'entre-deux-guerres, Tarnobrzeg compte une section de la Centralnego Związku Rzemieślników Żydów w Polsce (Association centrale des artisans juifs de Pologne) avec 100 membres, une section de la Stowarzyszenie Kupców (Association des commerçants) dirigée par Lejb Just en 1939 et la Bank Ludowy (Banque populaire), qui compte 372 actionnaires en 1932.
Parmi la classe ouvrière juive, beaucoup sont membres du Bund ou adhèrent à des mouvements sionistes. La communauté juive de Tarnobrzeg est économiquement et socialement en relation avec les communautés juives voisines de Rozwadów et de Ulanów distantes respectivement de 30 et 50 km.  
Dans son article Żydzi w mojej pamięci (Les Juifs dans ma mémoire), Kazimierz Reczek   se souvient du Tarnobrzeg d'avant la Seconde Guerre mondiale avec:
« …ses petites boutiques juives proches les unes des autres. Les Juifs sont encore dominants dans le commerce. Il y a une épicerie tenue par Cytryna, un magasin de vêtements tenu par Bejsch, une grande fabrique de chaussures appartenant à Warszawski. Fersternstock tient le plus grand magasin de textile de la ville. Les auberges populaires de Tarnobrzeg comprennent celles de Lipka et de Żółty. De nombreux Juifs pratiquent le commerce ambulant. Les Juifs de Tarnobrzeg constituent un secteur important de l'ensemble de la communauté de la ville, non seulement dans le commerce et l'artisanat, mais aussi dans les professions libérales. Le docteur Levi et l'avocat Hollender sont très respectés dans la communauté. »

### La Seconde Guerre mondiale et la Shoah
Avant le début de la Seconde Guerre mondiale, environ 3 800 Juifs vivent à Tarnobrzeg. En 1910, 80 % de la population de Tarnobrzeg est juive, contre 40 % seulement avant la Seconde Guerre mondiale, en raison d'une part de l'émigration de nombreux Juifs et d'autre part de l'incorporation des villages de Dzików, Mokrzyszów et Miechocin, majoritairement habités par des chrétiens,
Lorsque la ville est prise par l'armée allemande le 17 septembre 1939, les nazis, pour semer la terreur, exécutent cinq personnalités juives sur la place de la ville: Rozenbaum, le fils de Joel Horowitz, le professeur Nussbaum, Kanarek et Handelsman. Leurs corps ont été enterrés dans un lieu inconnu. Le 2 octobre, les Allemands rassemblent les juifs sur la place du Marché avant d'en envoyer une partie à Mielec et à Sandomierz, et d'expulser un autre groupe de l'autre côté de la rivière San qui sert de frontière avec la zone occupée par les Soviétiques selon le pacte germano-soviétique. La ligne de démarcation peut être franchie près de Radomyśl nad Sanem et de Sieniawa. Les Juifs réinstallés depuis Radomyśl sont transportés sur l'autre rive du San par des officiers de gendarmerie du poste de Grabczyny. Ils forcent souvent les Juifs à sauter du bateau au milieu de la rivière. De nombreuses personnes se sont noyées, dont Józef Nassbaum et Samuel Zamojre, enseignants à l'école Tarnowski de Tarnobrzeg. Quelques familles qui sont retournées dans la ville ont été exécutées en 1942 à Baranów Sandomierski. 
Après l'expulsion des Juifs, de nombreux magasins sont pillés par la population locale. La police va alors récupérer les clés des magasins juifs et superviser la vente des commerces et des anciennes terres juives. L'argent obtenu de la vente est remis au Landrat. Figas, le maire de Tarnobrzeg, achète ainsi les magasins de Mailech Nussbaum, Hersch Silber, Goldberg, Schlussl avec tout leur stock de marchandise.
Au début de l'année 1940, les nazis établissent un camp de travail forcé pour les Juifs dans les bâtiments du rabbinat et de la synagogue, où ils enferment environ 100 personnes. Ils sont gardés par des employés de la société allemande Bermann, qui organise le camp de travail. De 1940 à 1942, les Juifs aptes au travail logent dans le ghetto situé à l'emplacement des rues actuelles Mickiewicza, Dekutowskiego, Targowa et Wyspiaoskiego. Ils sont envoyés travailler à la construction des routes de Miechocin à Ocice et plus loin jusqu'à la ville de Dęby Wielkie. Les prisonniers travaillent toute la journée et ne sont ramenés au ghetto que la nuit. De nombreux ouvriers meurent de faim et d'épuisement et sont enterrés dans l'ancien cimetière juif existant et, après son nivelage, dans le nouveau cimetière de la rue Sienkiewicz. Le ghetto, situé près de la synagogue entre les rues Szeroka et J. Piłsudskiego, est destiné aux femmes, aux personnes âgées et aux enfants. Le camp de travail juif est délimité par une clôture et des barbelés. Le camp est dissous en 1942.
Au cours de l'été 1940, le cimetière juif situé presque au centre-ville et fermé depuis des années est entièrement dévasté. Les Allemands utilisent les pierres tombales comme matériau de construction de routes. Lors du nivellement de la zone, des crânes et des ossements humains sont souvent déterrés.
Le 2 septembre 1943, les Allemands déportent 35 Juifs de Tarnobrzeg vers les camps de la mort. Le tailleur Icek, arrive à s'échapper du convoi. Andrzej Partyka le cache dans sa grange, puis dans la morgue du cimetière de Wielowieś et enfin dans la maison de Bronisława Borzęcka, partie pour la France. En mars 1944, des soldats allemands des unités vaincues du front de l'Est sont stationnés à Wielowieś et dans les villages voisins. Les Allemands prennent de la paille dans la grange où se cache alors Icek. Celui-ci, convaincu que les soldats le recherchent, saute hors de sa cachette pour se sauver. Il est capturé et remis à la gendarmerie de Tarnobrzeg. On n'a plus jamais entendu parler de lui.
Les Juifs qui réussirent à rejoindre l'Union soviétique se sont engagés dans l'Armée rouge pour combattre l'Allemagne nazie ou ont été transférés dans des camps de travail en Sibérie ou dans l'Oural. Beaucoup sont morts en raison des conditions très pénibles et les survivants ont pu quitter la Russie après la fin de la guerre.
Dans la région de Tarnobrzeg, après la libération de la ville par l'Armée rouge, il y a eu des dénonciations contre Armia Krajowa (AK - Armée de l'Intérieur) pour sa participation présumée aux meurtres de Juifs et de communistes. Sur la base des documents du Centralny Komitet Żydów Polskich (CKŻP – Comité central des Juifs en Pologne), Tarnobrzeg fait partie des nombreuses villes où se sont déroulés des assassinats de Juifs par les forces armées nationales dans les premières semaines du printemps 1945. 
Après la guerre, la communauté juive de Tarnobrzeg ne renaît pas. Le bâtiment de la synagogue, fortement endommagé par les Allemands sert tout d'abord d'entrepôt de céréales avant d'être transformé en bibliothèque publique municipale dans les années 1970. Une plaque commémorative est fixée sur le mur de l'ancienne synagogue avec l'inscription À la mémoire des Juifs de Tarnobrzeg, citoyens de notre ville.

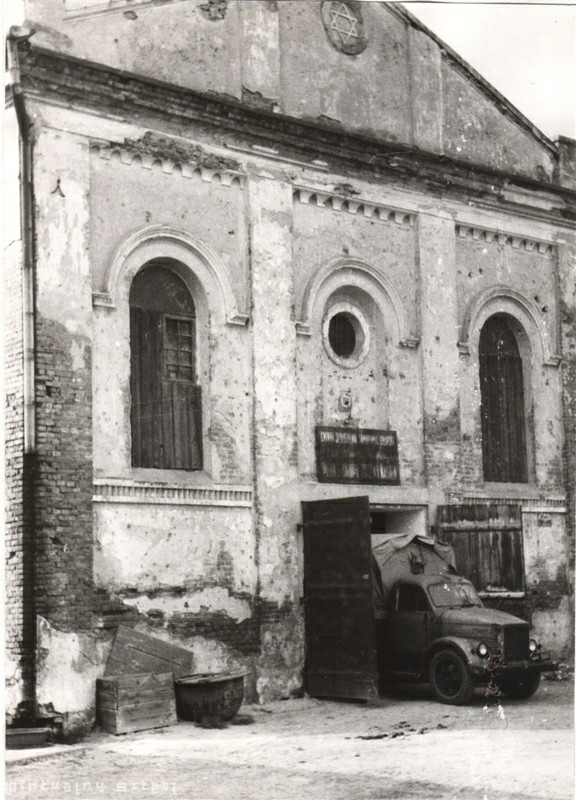
La synagogue servant d'entrepôt pendant la Seconde Guerre mondiale
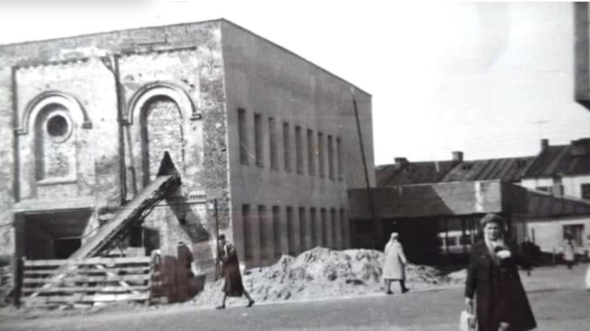
Après-guerre, transformation de la synagogue en bibliothèque
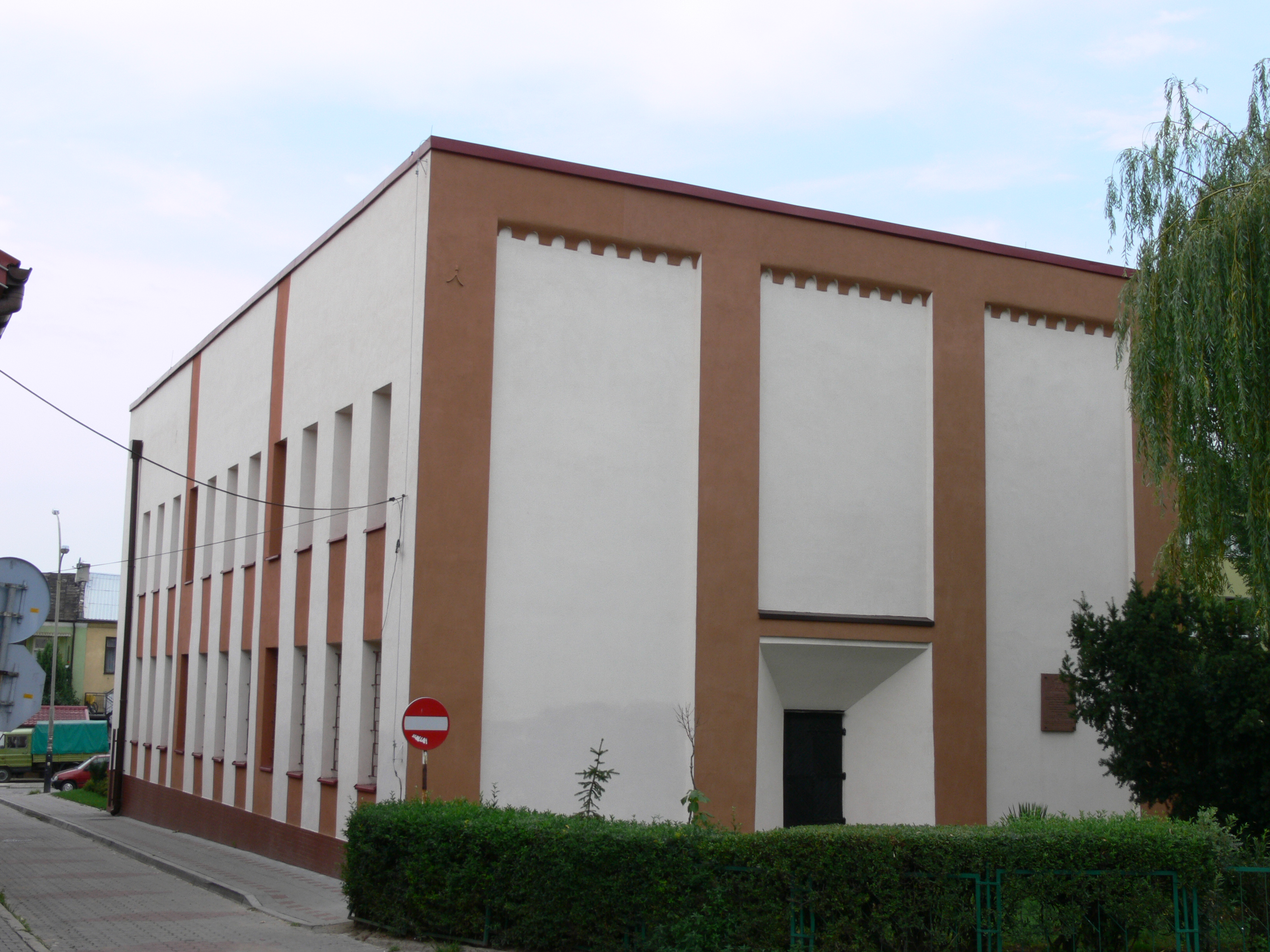
La synagogue après transformation en bibliothèque
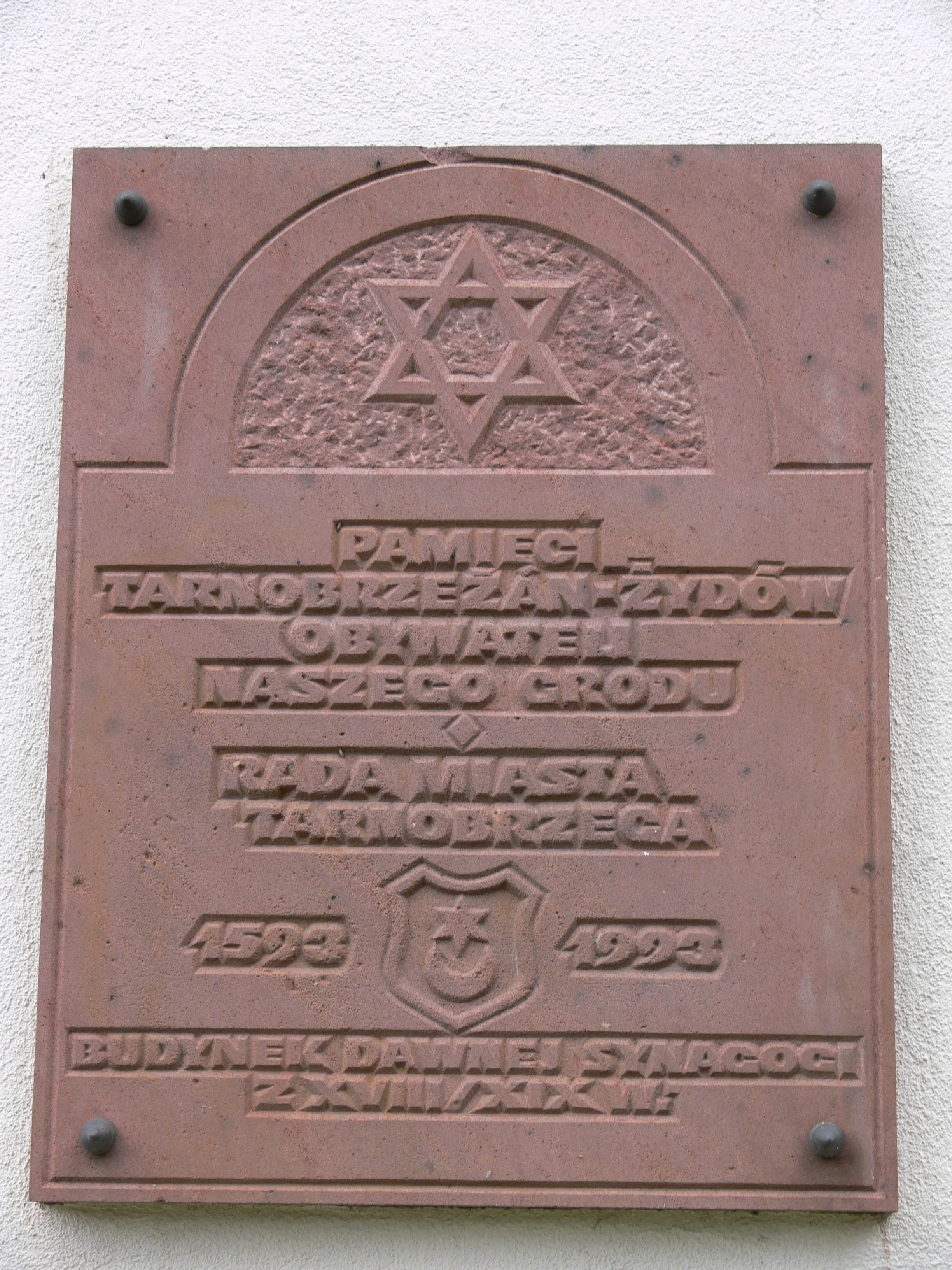
Plaque commémorative fixée sur le mur de l'ancienne synagogue

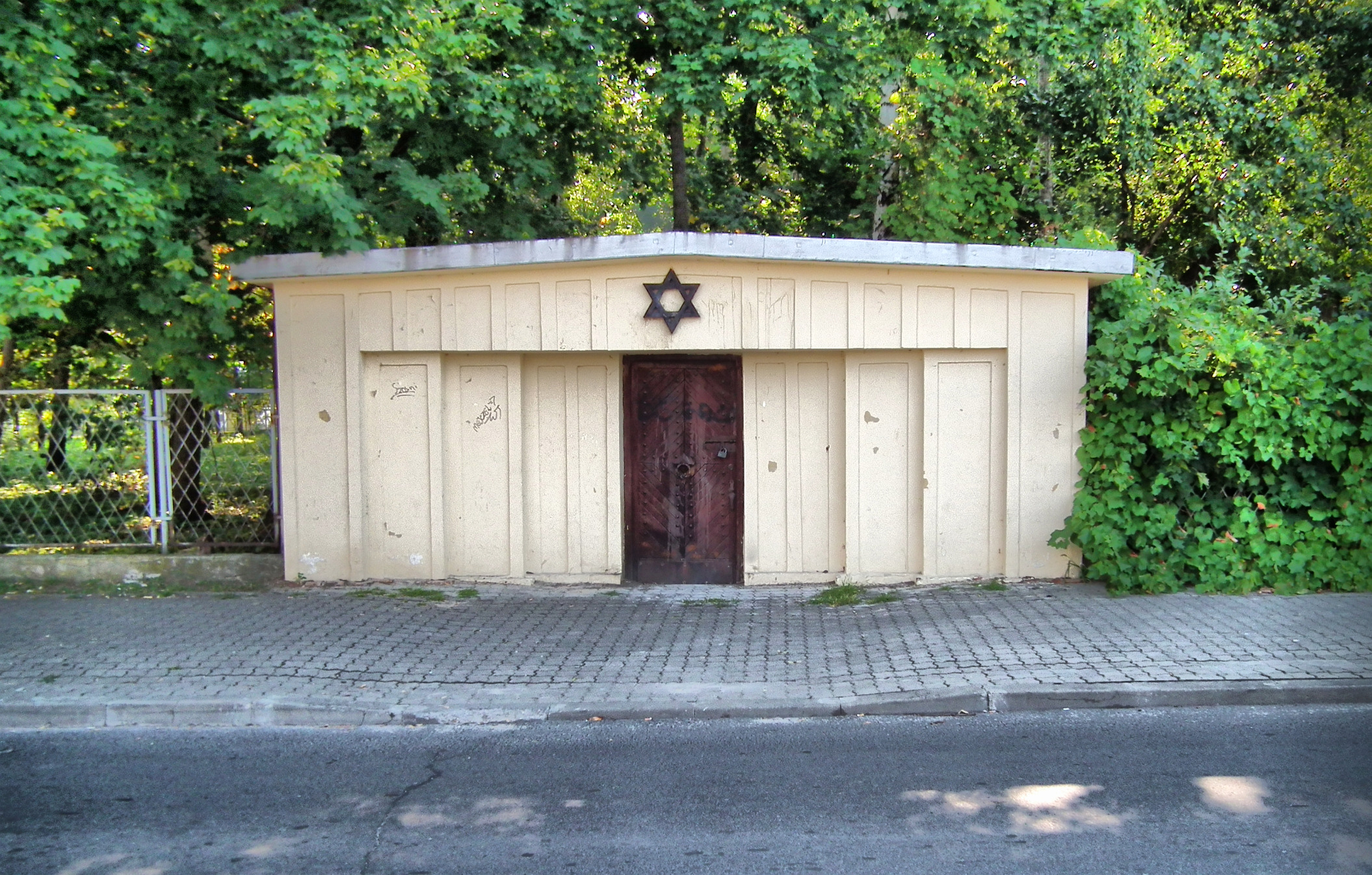
Ohel où reposent les tsadikim

À la suite des destructions de la Seconde Guerre mondiale et de la période post-libération, seules 4 matzevot (pierres tombales) du nouveau cimetière ont survécu jusqu'à aujourd'hui sur une surface de 0,8 hectares. Au bord du cimetière se trouve un ohel, reconstruit en 1966, dans lequel reposent les tsadikim: Eliezer Horowic de Dzikow, son fils Meir de Dzikow, et ses deux petits-fils Joshua de Dzikov et Jechiel de Pokrzywnica.

## Personnalités juives nées à Tarnobrzeg
- Max Beer (1864-1943), journaliste et historien allemand, émigre en Angleterre en 1934
- Solomon Gandz (1883-1954), historien des sciences, émigre aux États-Unis en 1923
- Yehuda Yaari (1900-1982), écrivain israélien
- Abraham Yaari (1899-1966), bibliographe, historien et traducteur israélien, spécialisé dans l'histoire du Yichouv et des Juifs d'Orient

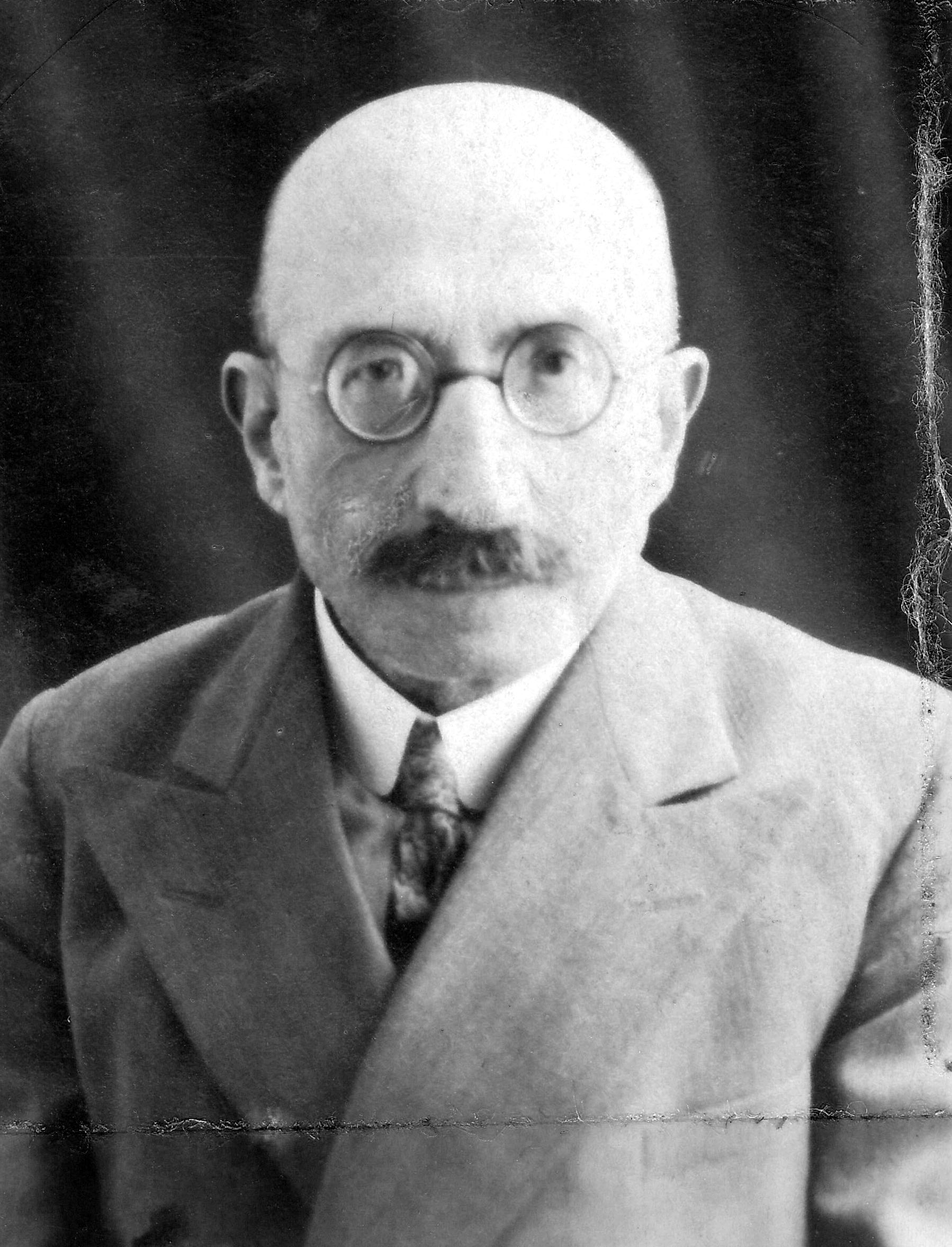
Max Beer
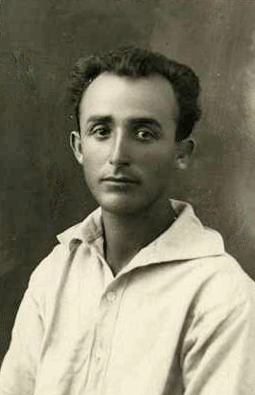
Yehuda Yaari
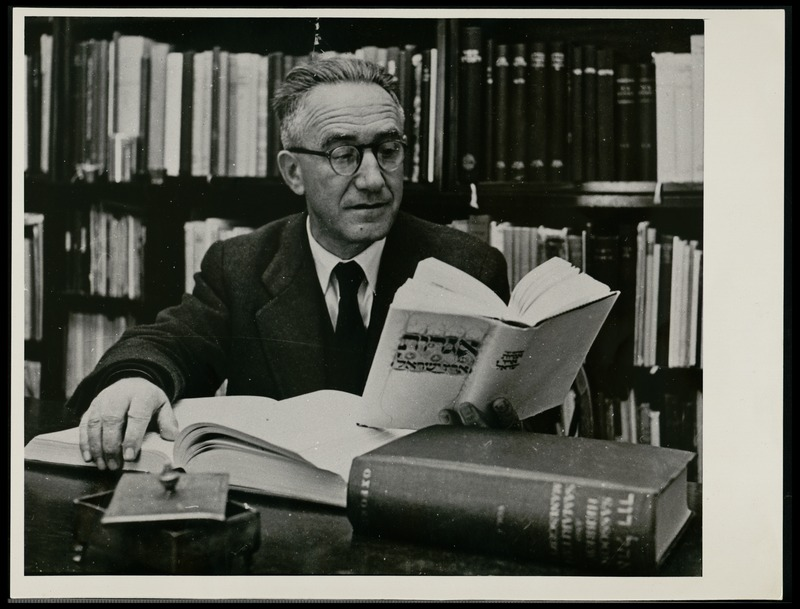
Abraham Yaari

## Évolution de la population juive
| Population juive à Tarnobrzeg, |                          |                 |                      |
| Date                           | Population de Tarnobrzeg | Nombre de Juifs | Pourcentage de Juifs |
| 1748                           | -                        | 233             | -                    |
| 1765                           | -                        | 569             | -                    |
| 1806                           | 1 085                    | 511             | 47,1 %               |
| 1867                           | 1 911                    | 1 075           | 56,3 %               |
| 1880                           | 3 460                    | 2 768           | 80,0 %               |
| 1890                           | 3 517                    | 2 840           | 80,8 %               |
| 1900                           | 3 332                    | 2 537           | 76,1 %               |
| 1910                           | 3 464                    | 2 642           | 76,3 %               |
| 1921                           | 3 169                    | 2 146           | 67,7 %               |
| 1931                           | 3 643                    | 2 226           | 61,1 %               |
| 1939                           | 5 463                    | 2 259 / ~3 800  | 41,4 % / ~69,6 %     |